# 棋聖戦 (韓国)
棋聖戦（きせいせん、기성전）は、韓国の囲碁の棋戦。1989年に開始。当時は賞金総額1億5千万ウォンで韓国では最高額の棋戦として創設された。2001年から現代自動車杯棋聖戦。2008年19期まで行われた。
- 主催 世界日報
- 後援 (12期-)現代自動車
- 優勝賞金 (1-10期)800万ウォン、(11期)2400万ウォン、(12-19期)1800万ウォン

## 方式
- 第1-11期は8名のリーグ戦、12期以降は16名によるトーナメント戦（決勝戦は三番勝負）によって挑戦者を決定し、前年の棋聖に挑戦する。第1期は順位1、2位による七番勝負。
- 挑戦手合は、2-8期は七番勝負。9期、12-17期は五番勝負。10-11期、18期以降は三番勝負。
- コミは、1-11期は5目半、12期以降は6目半。

## 歴代優勝者と挑戦手合
（左が優勝者）
1. 1990年 曺薫鉉 4-2 劉昌赫
2. 1991年 劉昌赫 4-1 曺薫鉉
3. 1992年 曺薫鉉 4-2 劉昌赫
4. 1993年 李昌鎬 4-3 曺薫鉉
5. 1994年 李昌鎬 4-0 曺薫鉉
6. 1995年 李昌鎬 4-3 曺薫鉉
7. 1996年 李昌鎬 4-0 曺薫鉉
8. 1997年 李昌鎬 4-2 崔明勲
9. 1998年 李昌鎬 3-2 曺薫鉉
10. 1999年 李昌鎬 2-0 睦鎮碩
11. 2000年 李昌鎬 2-1 崔珪昞
12. 2001年 李昌鎬 3-1 劉昌赫
13. 2002年 李昌鎬 3-2 睦鎮碩
14. 2003年 李昌鎬 3-2 曺薫鉉
15. 2004年 崔哲瀚 3-1 李昌鎬
16. 2005年 朴永訓 3-2 崔哲瀚
17. 2006年 朴永訓 3-0 安祚永
18. 2007年 朴永訓 2-0 崔哲瀚
19. 2008年 朴永訓 2-1 白洪淅

## 記録
- 11連覇 李昌鎬（1993-2003年）